# Термахівська сільська рада
| Термахівська сільська рада — орган місцевого самоврядування у Іванківському районі Київської області з адміністративним центром у с. Термахівка. Сільській раді підпорядковані населені пункти: - с. Термахівка - с. Чкаловка |

## Склад ради
Рада складається з 14 депутатів та голови.

### Керівний склад ради
| ПІБ                           | Основні відомості                                                                             | Дата обрання | Дата звільнення |
| ----------------------------- | --------------------------------------------------------------------------------------------- | ------------ | --------------- |
| Олексієнко Микола Миколайович | Сільський голова, 1977 року народження, освіта, член Всеукраїнського об'єднання «Батьківщина» | 26.03.2006   | 31.10.2010      |
| Олексієнко Микола Миколайович | Сільський голова, 1977 року народження, освіта середня спеціальна, безпартійний               | 31.10.2010   |                 |

Примітка: таблиця складена за даними джерела